# Canal 9 (Argentinien)

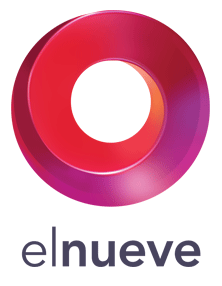
Logo von Canal 9

Canal 9 (genannt el nueve) ist ein argentinischer Fernsehsender mit Sitz in Buenos Aires. Er gehört seit 2020 der nationalen multimedia Grupo Octubre des argentinier gewerkschaftlich Victor Santa María.

## Geschichte
Canal 9 war der erste private Fernsehsender in Argentinien und sendet seit dem 9. Juni 1960, Argentiniens Nationalfeiertag. Während der ersten Jahre war Canal 9 teilweise im Besitz ausländischer Gesellschaften und diente als argentinischer Sender für die ABC, die CBS und die NBC.
1963 wurde der Radiosprecher und Medienunternehmer Alejandro Romay zum Geschäftsführer ernannt. Er erwarb die bis dahin im ausländischen Besitz befindlichen Aktien und machte Canal 9 damit zum ersten privaten Fernsehsender, der voll in argentinischem Besitz war.
1974, während der dritten Amtszeit Peróns, wurde Canal 9 von der Regierung in Besitz genommen und arbeitete auch während der Militärdiktatur in Argentinien als staatseigener Sender. Der Sender wurde 1984 re-privatisiert und Romay wurde wieder Eigentümer. Romay war damit eine der wichtigsten Personen in der argentinischen Medienlandschaft. Nach der Re-Privatisierung nannte sich der Sender Canal 9 Libertad („Freiheitskanal 9“).
Ab 1997 gehörte der Sender zur australischen Unternehmensgruppe Prime Television. Das Erscheinungsbild wurde neu gestaltet und der Name in Azul Televisión geändert. Doch im gleichen Jahr wechselte der Besitzer nochmals: 51 % der Aktien wurden von der spanischen Telefónica gekauft, die bereits den Rivalen Telefe übernommen hatte.
2002 ging der Sender an eine Gesellschaft, der der Journalist und Medienunternehmer Daniel Hadad vorstand. Wieder in Canal 9 umbenannt, sendet er bis heute und gehört seit 2007 zu Albavisión.
Canal 9 sendet Shows, Nachrichten und Serien. 2005 startete hier die populäre Unterhaltungssendung Showmatch, moderiert von Marcello Tinelli. Die Sendung läuft mittlerweile auf Canal 13 (el trece).